# Georg Remer
Georg Remer (* 22. Januar 1879 in Harmelsdorf, Kreis Deutsch Krone; † nicht ermittelt) war ein deutscher römisch-katholischer Geistlicher und Politiker (Zentrum).
Remer besuchte das Gymnasium in Deutsch Krone und das Priesterseminar Posen. Nach einer Zeit als Hilfsgeistlicher wurde er 1904 Religionslehrer am Gymnasium sowie am Lehrerseminar in Rogasen im Kreis Obornik. 1907 wurde er Pfarrer in Bargen. Ab 1912 war er Pfarrer in Lissen im Kreis Fraustadt.  
Remer war in der Deutschen Zentrumspartei aktiv. Er war stellvertretender Vorsitzender des Kreisausschusses des Kreises Fraustadt, Mitglied des Provinziallandtages der Grenzmark Posen-Westpreußen, von 1924 bis 1925 Mitglied des Provinzialrates und 1930 stellvertretender Vorsitzender des Provinzialausschusses der Grenzmark. Für den Zeitraum von Januar 1930 bis Juli 1933 wurde er vom Provinziallandtag als Mitglied in den Preußischen Staatsrat gewählt. 